# NGC 315
NGC 315 je eliptická galaxie v souhvězdí Ryb. Její zdánlivá jasnost je 11,2m a úhlová velikost 3,0′ × 2,5′. Je vzdálená 228 milionů světelných let, průměr má 200 000 světelných let. Je aktivní Seyfertova galaxie typu 1 a 3b, též typu LINER s výraznými emisními čarami slabě ionisovaných atomů.
NGC 315 je největší galaxie ve skupině galaxií, jejímiž většími členy jsou také NGC 226, NGC 243, NGC 262, NGC 266, NGC 311, NGC 338, IC 43, IC 66 a IC 69. Podle výzkumu Abrahama Mahtessiana ke skupině náleží též NGC 252.
Galaxii objevil 11. září 1784 William Herschel.